# Javon Walton
Javon Anthony Walton (Atlanta, Georgia, 22 de julio de 2006), también conocido por su nombre de luchador Wanna, es un actor y boxeador profesional estadounidense, mejor conocido por su interpretación de Ashtray en la serie de HBO Euphoria. Después de su trabajo en Euphoria, comenzó a trabajar en la serie de televisión Utopia, The Umbrella Academy y la película Samaritan.

## Biografía
Walton nació el 22 de julio de 2006, en Atlanta, Georgia, de su padre, DJ Walton, entrenador de boxeo y fundador de la empresa de ropa deportiva Onward Athletics, y su madre, Jessica Walton.
Tiene tres hermanos: un hermano gemelo, Jaden; una hermana mayor, Jayla; y un hermano menor, Daelo.
Fue educado en casa durante la mayor parte de su infancia debido a su carrera como boxeador.

## Carrera

### Actuación
En junio de 2019, Walton apareció en la serie de televisión de HBO Euphoria como Ashtray, antes de conseguir un papel principal en la serie de transmisión de Amazon Prime Video Utopia (2020) como Grant Bishop. En 2021, apareció en la película de terror y comedia animada The Addams Family 2 como Pugsley Addams. En 2022, protagonizó la serie de televisión de superhéroes de Netflix The Umbrella Academy y la película de suspenso de superhéroes Samaritan como Sam Cleary. En 2024, protagonizó la serie de streaming Under the Bridge.

### Boxeo
El 21 de diciembre de 2023, se anunció que Walton haría su debut en el boxeo profesional el 2 de marzo de 2024, en el Coliseo José Miguel Agrelot en San Juan, Puerto Rico.
En su debut, Walton peleó contra el boxeador profesional estadounidense Joshua Torres en una pelea de 4 asaltos, y la pelea terminó en empate por decisión mayoritaria.
Walton estaba programado para enfrentarse a Erik Hanley el 6 de septiembre de 2024, en Orlando, Florida. El 26 de agosto de 2024, se anunció que Walton se vio obligado a retirarse de la pelea debido a una infección médica.
El 8 de noviembre de 2024, se anunció que Walton se enfrentaría a Erik Hanley en una pelea de cuatro asaltos en Orlando, Florida, el 13 de diciembre de 2024.

## Filmografía
| Año  | Título              | Papel          | Notas                |
| ---- | ------------------- | -------------- | -------------------- |
| 2021 | The Addams Family 2 | Pugsley Addams | Papel de voz         |
| 2022 | Samaritan           | Sam Cleary     | Estreno en streaming |

| Año       | Título               | Papel            | Notas                                                         |
| --------- | -------------------- | ---------------- | ------------------------------------------------------------- |
| 2019-2022 | Euphoria             | Ashtray          | Papel recurrente (temporada 1); papel principal (temporada 2) |
| 2020      | Utopia               | Grant Bishop     | Papel principal                                               |
| 2022      | The Umbrella Academy | Stan             | Papel recurrente (temporada 3)                                |
| 2024      | Under the Bridge     | Warren Glowatski | Papel principal; acreditado como Javon "Wanna" Walton         |